# Berndt Brehmer
Berndt Olov Brehmer, född den 11 maj 1940 i Ludvika församling, Kopparbergs län, död den 19 maj 2014, var en svensk forskare i psykologi och ledningsvetenskap.
Han var son till Lennart och Gunvor Brehmer. Han började sina universitetsstudier i Uppsala där han avlade en fil. kand. i psykologi, pedogogik och sociologi 1963. Han disputerade i psykologi vid Umeå universitet 1971.
Brehmer var professor i psykologi vid Uppsala Universitet från 1977, samt professor i ledningsvetenskap vid Försvarshögskolan i Stockholm sedan 1997. Han är främst känd för att ha introducerat ämnet ledningsvetenskap i Sverige, och blev också den första professorn i detta ämne vid Försvarshögskolan 1997. Han invaldes 2002 som ledamot i Kungliga Krigsvetenskapsakademien.
Redan som professor i psykologi vid Uppsala Universitet var Brehmer fokuserad på studier av mänskligt beslutsfattande, och började tidigt ägna sig åt s.k. dynamiskt beslutsfattande, d.v.s. beslutsfattande där förutsättningarna ändras under beslutsprocessens gång. Hans forskning har lämnat viktiga och rikligt citerade bidrag till den internationella forskningen om beslutsfattande, och det är tack vare bland andra Brehmer som Sverige fortfarande har en mycket stark ställning inom den gren av psykologin som ägnar sig åt studiet av mänskligt beslutsfattande och problemlösning. 